# Мартенска бира
Мартенска бира, известна и като Мерцен (на немски: Märzen, Märzenbier) е традиционна бира, тип лагер, която се прави в Германия и Австрия през ранната пролет (до 23 април). По правило бирите „мерцен“ са светли, но в немската област Франкония, макар и рядко, се среща и тъмен мерцен. Мартенска бира се произвежда и в САЩ, но там е известна под името бира Октоберфест (на английски: Octoberfest). Мартенска бира се произвежда и в отделни пивоварни в Литва, Хърватия и Испания.

## История
Създаването на мартенската бира се приписва на немския пивовар Габриел Зиделмайер (Gabriel Sedlmyer), като бирата е немски вариант на виенския лагер, създаден от Антон Дреер (Anton Dreher) около 1841 г.
Мартенската бира се прави при ниски температури – под 10 °C (обикновено 8° – 9°). затова в миналото, преди изобретяването на съвременните охладителни системи и съоръжения, бирата мерцен се правела през периода от октомври до март следващата година. Така също и съгласно Баварския Закон за чистотата на бирата от 1516 г. във връзка с повишената пожароопасност при варенето на бира през лятото, приготвянето на бира се разрешавало само от деня на Свети Архангел Михаил (29 септември по католическия календар) до деня на Свети Георги (23 април по католическия календар). По този начин мартенската бира е била последната бира, която се правела през сезона, след което пивоварите трябвало да спазват няколкомесечна пауза, като през това време дори съоръженията за производство на бира били запечатвани от местните власти.
Тъй като приготвеното мартенско пиво е трябвало да се съхранява и да бъде годно за употреба след продължителен период от време, бирата мерцен, се правела с повече хмел и по-силна от другите местни бири – с по-високо алкохолно съдържание – средно около 5,8 %. Обичайната продължителност на отлежаване на мартенската бира била поне половин година, затова и бирения празник Октоберфест в Мюнхен започва още през септември.

## Характеристика
Местните немски версии „мерцен“ обикновено имат златист цвят, докато експортните немски марки са оранжево-кехлибарени на цвят и имат отличителния характер на печен малц. Американските версии на бирата обикновено имат по-голяма плътност и алкохолно съдържание. По правило мартенската бира се отличава с тъмнозлатист до оранжево-червен цвят, добра прозрачност, и богат малцов вкус и аромат. Алкохолното съдържание варира от 5.5 до 6,5 %.
Мартенската бира трябва да се съхранява в студено и тъмно помещение (в идеалния случай – в дълбоки подземни пещери или изби). В Бавария най-опитните пивовари съхраняват своя мерцен не просто в дълбоки и прохладни подземия, но и засаждат над тях кестенови дървета, които в летните месеци правят над хранилищата обширна и дебела сянка. Така са възникнали настоящите баварски „бирени градини“ (Biergarten), със сянка над главите на хората и запас хладна бира под краката им.

## Търговски марки мартенска бира
Типични търговски марки са: Paulaner Oktoberfest, Hacker – Pschorr Original Oktoberfest, Ayinger Oktoberfest – Marzen, Hofbrau Oktoberfest, Spaten Oktoberfest, Eggenberger Marzen, Goose Island Oktoberfest, Capital Oktoberfest, Gordon Biersch Marzen, Samuel Adams Oktoberfest, Dinkelacker Märzen, Flötzinger Märzen, Grohe Märzen, Schmucker Märzen, ADLER Märzen, Brauerei Mager Pottenstein Märzen, Wolters Märzen, Eisgrub-Bräu Helles Märzen, Zipfer Märzen, Gösser Märzen, Hirter Märzen, Villacher Märzen, Bruckmüller Märzen, Böhringer Edelmärzen, Berg Märzen и мн.др.